# Wijnbouw in Chili

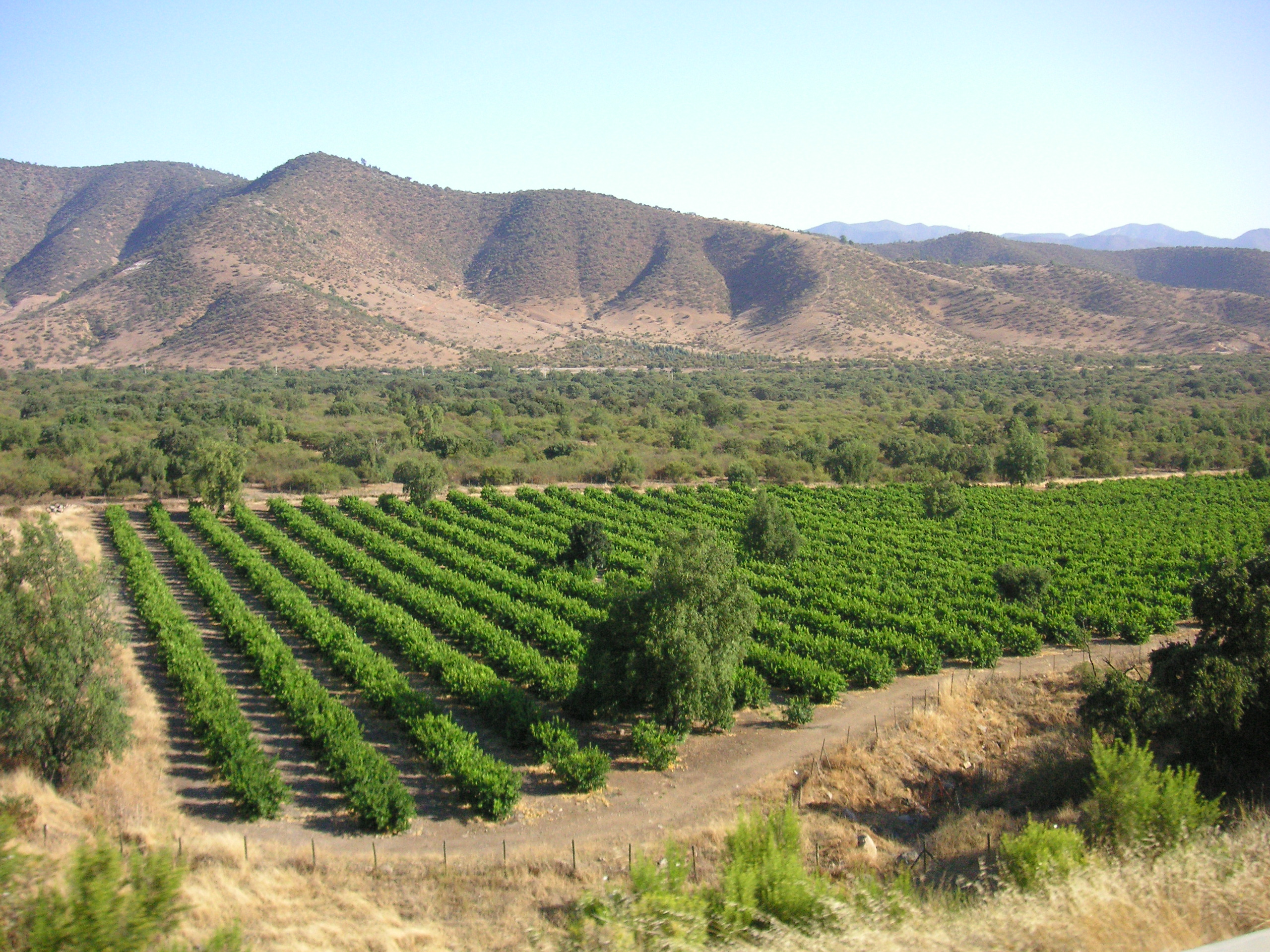
Een Chileens wijngaard aan de voet van de Andes

De wijnbouw in Chili is gestart door Spaanse kolonisten. Toch ziet men een Franse invloed. De wijn wordt vooral van typische Franse druivenrassen gemaakt. De druivenstokken zijn hier nog authentiek en staan niet, zoals in bijna alle andere wijngebieden, op Amerikaanse onderstammen.
De meeste Chileense wijngaarden lopen als een slinger door het midden van een land. Ze liggen tussen de Andes en de kustgebergten. Het klimaat is er koeler en meer vruchtbaar dan in Argentinië. De Humboldtstroom vanuit de Stille Oceaan heeft een verkoelend effect.
De belangrijkste wijnbouw gebieden in Chili zijn (van noord naar zuid) Aconcaguavallei, Casablanca, Maipo Valley, Rapel Valley, Curico, Maule, Itata en Bío-Bío. Een belangrijk gebied is de Colchagua vallei (Libertador O'Higgins). De bekendste wijngaarden uit deze streek zijn: Casa LaPostolle, Viu Manent, Montgrass, Bisquertt, Casa Silva, Laura Hartwig.
De belangrijkste druivenrassen, samen meer dan zestig procent van de oogst, zijn Cabernet Sauvignon, Merlot, Chardonnay, Sémillon en Sauvignon Blanc. Daarnaast heeft Chili ook een eigen specialiteit: de Carménère, vergelijkbaar met een stevige Merlot.
Chileense wijnen worden gekenmerkt door een volle en sappige smaak.

## Toerisme
De Chilenen hebben de reputatie op een geslaagde wijze toerisme en wijnbouw te com. De meeste wijngaarden zijn open voor het publiek en er worden meertalige rondleidingen gegeven. Een aantal wijnstreken heeft zijn eigen officiële wijnroute, waarbij de belangrijkste wijngaarden zijn aangesloten. In de Colchagua-vallei, 2 uur rijden van Santiago, is het mogelijk om in een oude stoomtrein uit 1913 dit gebied te bezoeken en bewonderen.

## Statistieken
In 2012 was Chili op zes na het grootste wijn producerend land van de wereld. Argentinië had dat jaar een teleurstellende oogst en zakte daarom een plaats op de ranglijst. Had Argentinië een normale oogst dan had Chili op de achtste plaats gestaan. Vooral na 1995 is het areaal sterk uitgebreid en de wijn productie is zelfs harder gestegen. De consumptie is relatief stabiel, ongeveer 15 liter per hoofd van de bevolking per jaar, waardoor de export van Chileense wijn sterk is geëxpandeerd.
| Jaar      | Totaal areaal (x 1000 ha) | Wijn productie | Wijn consumptie |
| --------- | ------------------------- | -------------- | --------------- |
| 1986-90   | 124                       | 4135           | 3499            |
| 1991-95   | 124                       | 3326           | 2350            |
| 1996-2000 | 147                       | 5066           | 2410            |
| 2000      | 174                       | 6674           | 2271            |
| 2001      | 181                       | 5452           | 2250            |
| 2002      | 184                       | 5623           | 2297            |
| 2003      | 185                       | 6682           | 2552            |
| 2004      | 189                       | 6301           | 2547            |
| 2005      | 193                       | 7885           | 2644            |
| 2006      | 195                       | 8448           | 2380            |
| 2007      | 196                       | 8227           | 2980            |
| 2008      | 198                       | 8683           | 2339            |
| 2009      | 199                       | 10093          | 3118            |
| 2010      | 200                       | 8844           | 3237            |
| 2011      | 200                       | 10464          | 3008            |
| 2012      | 205                       | 12554          | 3157            |
| 2013      | 206                       | 12821          | 2947            |
| 2014      | 213                       | 9896           | 2950            |
| 2015      | 214                       | 12866          | 2578            |
| 2016      | 214                       | 10143          | 2433            |